# Кински, Франц Фердинанд
Граф Франц Фердинанд Кински (нем. Franz Ferdinand Kinsky; 1678—1741) — чешский и австрийский аристократ, политик и дипломат. Представитель чешского княжеско-графского рода Кинских. Дипломат на службе императора Священной Римской империи.
Третий сын высочайшего канцлера Чешского королевства графа Вацлава (Венцеля) Норберта Октавиана Кински и его 1-й супруги графини Анны Марии Франциски фон Мартиниц (ок. 1652 — 1694). Старший единокровный брат Филиппа Йозефа Кински, ещё одного высочайшего канцлера Чешского королевства (4-го из рода графов Кински).
В 1711 году — посланник императора на Постоянном рейхстаге Священной Римской империи.
В 1715 году стал канцлером имперского двора, а в 1723—1735 годах занимал должность высочайшего канцлера Чешского королевства.
С 1740 по 1741 год — австрийский посол в Лондоне.